# Раунхайм
Раунхайм (нем. Raunheim) — город в Германии, в земле Гессен. Подчинён административному округу Дармштадт. Входит в состав района Грос-Герау.  Население составляет 14 848 человек (на 31 декабря 2010 года). Занимает площадь 13,01 км². Официальный код — 06 4 33 010.

## Известные уроженцы
- Рейн, Иоганн Юстус (1835—1918) — немецкий географ, японовед.